# Dryophytes gratiosus
Dryophytes gratiosus és una espècie de granota de la família dels hílids que es troba als Estats Units (des de Carolina del Nord fins a Florida i l'est de Louisiana).